# Robertus emeishanensis
Robertus emeishanensis là một loài nhện trong họ Theridiidae.
Loài này thuộc chi Robertus. Robertus emeishanensis được Chuandian Zhu miêu tả năm 1998.